# Xoridesopus aciculatus
Xoridesopus aciculatus là một loài tò vò trong họ Ichneumonidae.